# Bradysia polychaeta
Bradysia polychaeta är en tvåvingeart som beskrevs av Lyudmila Komarova 2003. Bradysia polychaeta ingår i släktet Bradysia och familjen sorgmyggor. Inga underarter finns listade i Catalogue of Life.